# Englische Badmintonmeisterschaft 2021
Die Englische Badmintonmeisterschaft 2021  fand vom 21. bis zum 22. August 2021 im National Badminton Centre in Milton Keynes statt.

## Austragungsort
- National Badminton Centre

## Medaillengewinner
| Disziplin    | Gold                            | Silber                          | Bronze                                |
| ------------ | ------------------------------- | ------------------------------- | ------------------------------------- |
| Herreneinzel | Johnnie Torjussen               | Alex Lane                       | Ben Hunt                              |
| Herreneinzel | Johnnie Torjussen               | Alex Lane                       | Ethan Rose                            |
| Dameneinzel  | Abigail Holden                  | Freya Redfearn                  | Alexandra Oprisan                     |
| Dameneinzel  | Abigail Holden                  | Freya Redfearn                  | Lisa Curtin                           |
| Herrendoppel | Matthew Clare Ethan van Leeuwen | Rory Easton Zach Russ           | Callum Hemming Steven Stallwood       |
| Herrendoppel | Matthew Clare Ethan van Leeuwen | Rory Easton Zach Russ           | Ben Lane Sean Vendy                   |
| Damendoppel  | Jessica Hopton Jessica Pugh     | Jenny Moore Victoria Williams   | Grace King Annie Lado                 |
| Damendoppel  | Jessica Hopton Jessica Pugh     | Jenny Moore Victoria Williams   | Cara Collins Magda-Sabrina Lozniceriu |
| Mixed        | Callum Hemming Jessica Pugh     | Matthew Clare Victoria Williams | Jonty Russ Kiara Henry                |
| Mixed        | Callum Hemming Jessica Pugh     | Matthew Clare Victoria Williams | Gregory Mairs Jenny Moore             |

## Finalergebnisse
| Disziplin    | Sieger                          | Finalist                        | Ergebnis            |
| ------------ | ------------------------------- | ------------------------------- | ------------------- |
| Herreneinzel | Johnnie Torjussen               | Alex Lane                       | 15–21, 21–18, 21–16 |
| Dameneinzel  | Abigail Holden                  | Freya Redfearn                  | 21–15, 21–9         |
| Herrendoppel | Matthew Clare Ethan van Leeuwen | Rory Easton Zach Russ           | 21–23, 21–17, 21–18 |
| Damendoppel  | Jessica Hopton Jessica Pugh     | Jenny Moore Victoria Williams   | 21–23, 21–19, 21–13 |
| Mixed        | Callum Hemming Jessica Pugh     | Matthew Clare Victoria Williams | 21–12, 21–5         |